# Gloster II
Il Gloster II  era un idrocorsa realizzato per partecipare alla Coppa Schneider del 1924.

## Storia del progetto
L'edizione 1923 della Coppa Schneider era stata vinta dall'U.S. Navy con il Curtiss CR-3, pilotato da David Rittenhouse, un idrovolante che aveva ampiamente surclassato quello presentato dalla Gran Bretagna, il Supermarine Sea Lion III. Con un radicale cambiamento rispetto alle edizioni degli anni precedenti, in cui la squadra inglese era stata finanziata con donazioni private, l'Air Ministry ordinò alla ditta Gloster Aircraft Company due nuovi velivoli da competizione per partecipare alla gara del 1924. Il costo complessivo stimato fu di 3 000 sterline.
L'aereo che ne risultò, designato Gloster II, fu uno sviluppo idrovolante del precedente velivolo Gloster Mars I, che aveva vinto l'Air Derby per tre anni consecutivi, nel 1921, 1922 e 1923. Tale aereo aveva tentato, senza successo, di battere il record mondiale di velocità per velivoli terrestri nel 1922.

## Descrizione tecnica
L'aereo era un biplano di costruzione prevalentemente lignea, con rivestimento esterno in tessuto. Monoposto ad abitacolo aperto, posizionato subito dietro all'attacco dell'ala superiore.
Il propulsore installato era un Napier Lion VA a 12 cilindri in linea raffreddati a liquido, erogante la potenza di 585 hp (436 kW) ed azionante un'elica bipala metallica a passo fisso Fairey Reed. I due radiatori di raffreddamento Lamblin erano posizionati, uno per lato, sotto il propulsore agganciati ai montanti anteriori dei galleggianti.
Il carrello d'atterraggio era sostituito da due galleggianti gemelli, sorretti ciascuno da una coppia di montanti, rinforzati da tiranti in acciaio.

## Impiego operativo
Il primo velivolo, con il numero di serie J7504, fu trasferito da Sunningend a Felixstowe e fu pronto per iniziare i test di volo il 12 settembre 1924. Tuttavia, quando tentò di ammarare dopo il suo primo volo, il 19 settembre 1924, i galleggianti cedettero e l'aereo affondò, mentre il pilota collaudatore Hubert Broad riuscì ad allontanarsi a nuoto. Non vi era abbastanza tempo per preparare il secondo aereo per la competizione, prevista nel mese di ottobre, ma poiché nessun'altra nazione europea aveva un velivolo pronto alla gara, sportivamente gli americani la rimandarono al 1925.
Il secondo prototipo, matricola G-EBJZ, fu completato con un normale carrello d'atterraggio triciclo posteriore fisso, ed usato per l'addestramento del personale di volo da utilizzare poi sul successivo Gloster III, progettato espressamente per la competizione del 1925. Nel giugno dello stesso anno il secondo prototipo andò perso durante un atterraggio ad alta velocità sulla base RAF di Cranwell a causa della rottura degli equilibratori a causa di fenomeni di flutter. Il pilota, Larry Carter, rimase gravemente ferito, riportando la frattura del cranio.

## Utilizzatori

### Militari
Regno Unito
Royal Air Force - High Speed Flight

### Annotazioni
1. ↑  Carter morì il 27 settembre 1926 a causa di una meningite fulminante.